# Ramuk
Ramuk is een bestuurslaag in het regentschap Oost-Soemba van de provincie Oost-Nusa Tenggara, Indonesië. Ramuk telt 810 inwoners (volkstelling 2010).